# 小叶青冈
小叶青冈（学名：Quercus myrsinifolia 或 Cyclobalanopsis myrsinifolia），又名黑櫟，为壳斗科櫟属青冈亞属下的一个种。